# Degenia velebitica
Degenia es un género monotípico de plantas, perteneciente a la familia Brassicaceae que contiene una sola especie Degenia velebitica (en croataː Velebitska degenija). 

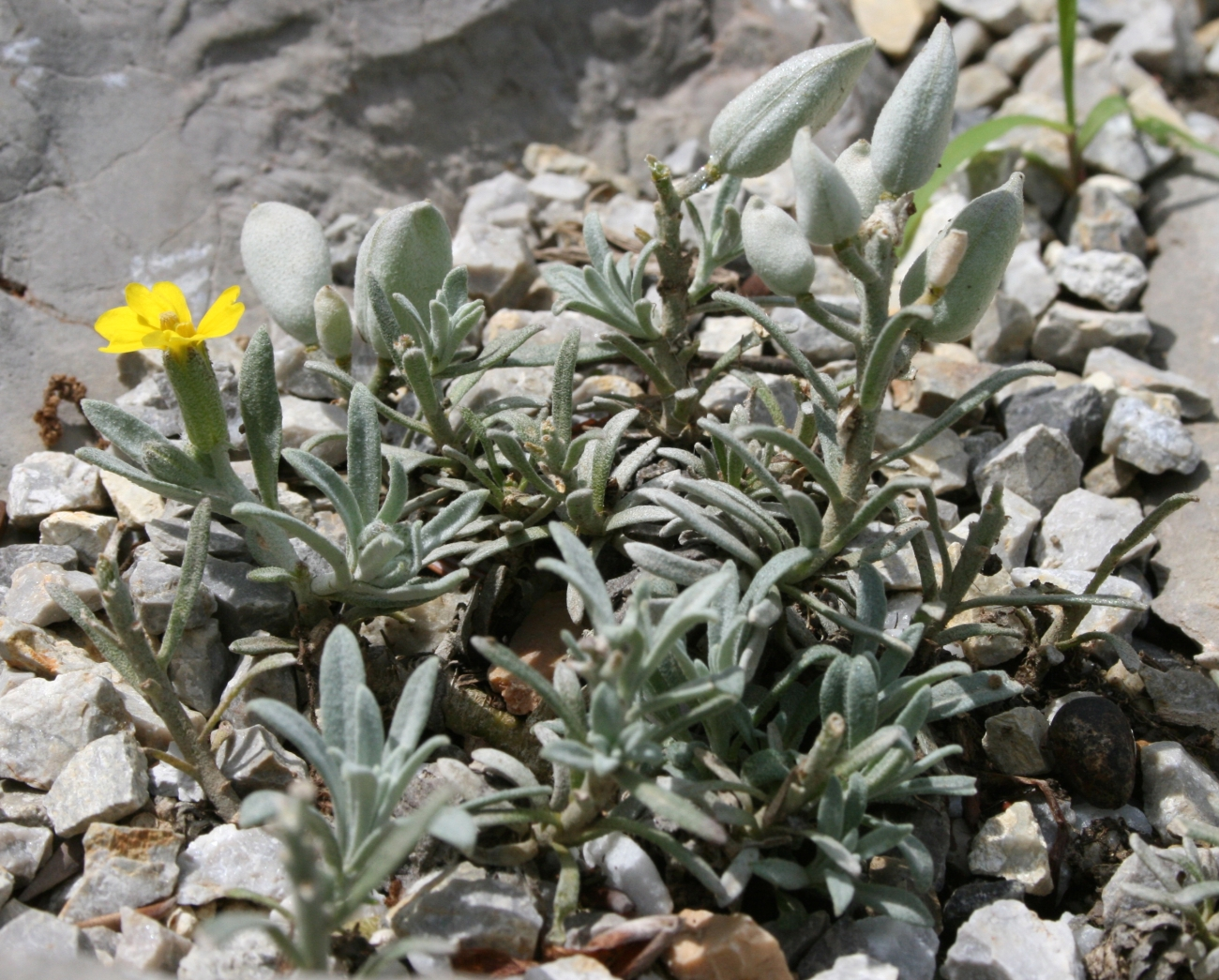
Vista de la planta

## Descripción
Las planta con flores amarillas es endémica de las montañas Velebit y ha llegado a ser un símbolo de la región. Figura en la moneda croata de 50 lipa. 

## Taxonomía
Degenia velebitica fue descrito por (Degen) Hayek y publicado en Oesterreichische Botanische Zeitschrift 60: 93. 1910.
Sinonimia
- Lesquerella velebitica Degen[2]